# عباس زندی
عبّاس زندی (زادهٔ ۱۳۱۰ – درگذشتهٔ ۸ آبان ۱۳۹۶) کشتی‌گیر و مربی سابق تیم ملی کشتی آزاد ایران بود. در مسابقات جهانی توکیو ژاپن ۱۹۵۴ موفق به کسب مدال طلا شد.
عباس زندی مردی از نسل اول کشتی آزاد ایران است؛ نسلی که از گود زورخانه گام به روی تشک گذاشتند تا قوانین کشتی مدرن و رقابتی را بیاموزند.

## زندگی
عباس زندی در سال ۱۳۱۰ در محله  سنگلج تهران به دنیا آمد. وی دارندهٔ بازوبند پهلوانی ایران طی چهار دوره مختلف می‌باشد. وی در دوران فعالیت ورزشی خود حدنصاب‌های مختلفی به جا گذاشت. از جمله اینکه در سن ۱۸ سالگی به المپیک رفت، در ۱۹ سالگی جوان‌ترین پهلوان کشور شد و در ۳۲ سالگی هم با حمایت تختی و رضایت بلور، به سرمربیگری تیم ملی رسید. 
تا پیش از پیوستن تختی به جبهه ملی، این دو رفاقت صمیمانه‌ای داشتند. در سال‌های قهرمانی، با تختی وزن‌هایشان را جابه‌جا می‌کردند که تیم ملی ایران از وجود هر دو استفاده کند.
زندی که به درجه سرهنگی هم رسید، در المپیک‌ها بداقبال بود؛ سه دوره کشتی گرفت و بی مدال ماند، اما دو دوره هم به عنوان سرمربی، تیم ملی را هدایت کرد. وقتی هواپیمای حامل علیرضا پهلوی سقوط کرد، شاه چنان اعتمادی به زندی ۲۴ ساله داشت که جزو نخستین گروه تجسس به ارتفاعات مازندران اعزام شد.

## افتخارات ملی
عباس زندی، در مسابقات کشتی آزاد قهرمانی کشور به ۳ مدال (۱ نقره و ۲ طلا) دست یافت.

## بازی‌های المپیک

### المپیک ۱۹۴۸
عباس زندی که برای نخستین بار در ۱۸ سالگی در بازی‌های المپیک تابستانی شرکت می‌کرد، در مرحلهٔ اول ادواردو استرادا مکزیکی را ضربه فنی کرد، در دور دوم برابر یاشار دوغو ترک ضربه فنی شد، در مرحلهٔ سوم نیز در برابر ژان-بتیست لوکلر فرانسوی سه بر صفر شکست خورد و از مسابقات حذف شد.

### المپیک ۱۹۵۲
وی در مسابقات کشتی بازی‌های المپیک تابستانی ۱۹۵۲ در مرحلهٔ اول با قرعه استراحت روبه‌رو شد، در رقابت دوم سه بر صفر کوین کوته استرالیایی را برد، در رقابت سوم نیز برابر پاوو سپونن فنلاندی با همین نتیجه پیروز شد اما در دور چهارم مقابل ویکینگ پالم سوئدی دو بر یک شکست خورد و به مقام پنجم رسید.

### المپیک ۱۹۵۶
زندی در بازی‌های المپیک تابستانی ۱۹۵۶ در نبرد نخست با نتیجهٔ سه بر صفر برابر کازو کاتسوراموتو ژاپنی پیروز شد، در مرحلهٔ دوم با قرعه استراحت روبه‌رو شد، در دیدار سوم برابر ایسمت آتلی ترک سه بر صفر شکست خورد و در دور چهارم نیز برابر دن هاج آمریکایی ضربهٔ فنی شد و از مسابقات حذف شد.

## درگذشت
وی در دوم مهر ۱۳۹۶ در بیمارستان بستری شد و در صبح روز ۸ آبان ۱۳۹۶ در ۸۷ سالگی درگذشت و در قطعهٔ نام آوران بهشت زهرا به خاک سپرده شد.

## عناوین

### به عنوان ورزشکار
- مقام اول قهرمانی کشتی جهان ۱۹۵۴ توکیو در وزن ۷۹ کیلو؛ بالاتر از عصمت آتلی ترک و کازو کاتسوراموتو ژاپنی
- مقام اول بازی‌های آسیایی ۱۹۵۸ توکیو در دستهٔ ۸۷+ کیلوگرم
- مقام چهارم قهرمانی کشتی جهان ۱۹۵۱ هلسینکی در وزن ۸۷ کیلوگرم
- مقام پنجم المپیک ۱۹۵۲ هلسینکی در وزن ۸۷ کیلوگرم
- حذف در المپیک ۱۹۴۸ لندن با یک پیروزی در وزن ۷۳ کیلوگرم
- حذف با یک پیروزی در المپیک ۱۹۵۶ ملبورن در وزن ۷۹ کیلوگرم

### مربی
- سرمربی تیم ملی در قهرمانی جهان ۱۹۶۲ تولیدو (مقام سوم تیمی و دو مدال طلای امام‌علی حبیبی و منصور مهدی‌زاده و دو نقره غلامرضا تختی و محمد خادم)
- سرمربی تیم ملی در المپیک ۱۹۶۴ توکیو (مقام پنجم تیمی و دو مدال برنز علی‌اکبر حیدری و محمدعلی صنعت‌کاران)
- سرمربی تیم ملی در المپیک ۱۹۶۸ مکزیکوسیتی (مقام ششم تیمی و یک مدال طلای عبدالله موحد و دو مدال برنز ابوطالب طالبی و شمس‌الدین سیدعباسی)